# Murmur
Albums de R.E.M.
Chronic Town (EP)
(1982) Reckoning
(1984)
Murmur est le premier album réalisé par le groupe de rock américain R.E.M..

## Détails
Sorti en avril 1983, Murmur fait suite au EP Chronic Town paru l'année précédente. Le son de cet album correspond au côté tranquille et introverti de la première vague de rock alternatif aux États-Unis. Ce son était nouveau à l'époque, bien que guère éloigné des bases de la musique rock traditionnelle. Les guitares carillonantes évoquent les Byrds, et la basse a le son clair et dynamique des guitares Rickenbacker qu'affectionne Mike Mills. Étant le musicien le plus expérimenté du groupe, Mills tient une part importante dans l'aspect mélodique de la musique, contribuant sur sa basse à la mélancolie qui se dégage des premiers albums de R.E.M. De même, la voix en retrait de Michael Stipe, aux paroles obscures, chantant indistinctement, rajoute un halo de mystère et de profondeur à la musique. Bien que plus conventionnel, Murmur est aussi redevable en partie au mouvement post-punk, en particulier sur un ou deux morceaux comme 9-9 nettement influencé par Gang of Four. Même si Murmur est un album très respecté des années 1980, et s'il reste un favori parmi les fans du groupe, sa popularité ne laissait pas présager l'énorme succès qu'allait rencontrer le groupe quelques années plus tard, et notamment en 1987 avec l'album Document et le single qui en est tiré The One I Love.
La réussite artistique et stylistique de Murmur doit beaucoup au mixage, avec une basse prééminente et des vocaux en retrait, à la manière du groupe post-punk The Psychedelic Furs sur leurs deux premiers albums. Murmur fut produit et enregistré par Mitch Easter et Don Dixon, à Charlotte, et réalisé par le label de Miles Copeland III, I.R.S. Records. Parmi les chansons qu'interprétaient le groupe sur scène à leurs débuts, le groupe en retint douze pour l'album. Radio Free Europe et Sitting Still avait déjà été sorti en single sur le label local Hib-Tone mais furent ré-enregistrés pour Murmur à un rythme plus lent. Ce changement montre que R.E.M. avait quasiment abandonné le style punk à ce moment-là. Six autres chansons —Permanent Vacation, Ages of You, All the Right Friends, Mystery to Me, Romance et There She Goes Again de Lou Reed— furent enregistrées également mais finalement non retenues. Certaines d'entre elles sont apparues en b-sides, sur les CD compilations : Eponymous, Dead Letter Office, And I Feel Fine... The Best of the I.R.S. Years 1982-1987 et sur le DVD en concert Perfect Square.
La pochette est illustrée par une photo dans les tons sépia d'un pont en tréteaux de bois et de vigne kudzu et d'arbustes couvrant le sol. Les titres des chansons sont écrites en bleu sur marron, les rendant quasiment illisibles, en particulier Moral Kiosk.
Le pont figurant sur la photo de la pochette appartient à la ligne de chemin de fer Georgia Railroad qui dessert Athens, et est devenu un symbole local.
Les plans pour démolir le pont, désormais surnommé Murmur Trestle, se sont heurtés à l'opposition du public. Le 2 octobre 2000, le maire d'Athens et le conseil ont voté en faveur de la conservation du pont.
Grimpant initialement à la 36e place des classements de ventes d'album aux États-Unis, 
Murmur a été certifié disque d'or en 1991. En 1989, il était classé 8e dans la liste des 500 meilleurs albums des années 1980 du magazine Rolling Stone. Dans ses classements 2003 et 2012 des 500 plus grands albums de tous les temps, le même magazine le place en 197e position  
En 2001, la chaîne VH1 désigne Murmur comme le 92e meilleur album de tous les temps. Pitchfork le classe 5e meilleur album des années 1980. Il fut élu « meilleur album de l'année 1983 » par le magazine Rolling Stone devant Thriller de Michael Jackson, Synchronicity de The Police et War de U2's. Il est cité dans l'ouvrage de référence de Robert Dimery Les 1001 albums qu'il faut avoir écoutés dans sa vie.
Murmur a été joué en intégralité lors de la dernière date de la tournée de 11 mois pour la promotion de l'album Green, suivi par l'intégralité de l'album Green. Ce concert, au Fox Theatre d'Atlanta le 13 novembre 1989, a vu la dernière apparition de nombreuses chansons de Murmur dans les concerts du groupe.

## Titres
Toutes les chansons sont de Bill Berry, Peter Buck, Mike Mills et Michael Stipe.
1. Radio Free Europe – 4:06
2. Pilgrimage – 4:30
3. Laughing – 3:57
4. Talk About the Passion – 3:23
5. Moral Kiosk – 3:31
6. Perfect Circle – 3:29
7. Catapult – 3:55
8. Sitting Still – 3:17
9. 9-9 – 3:03
10. Shaking Through[3] – 4:30
11. We Walk – 3:02
12. West of the Fields – 3:17

### Réédition en CDThe IRS Years
Le 26 janvier 1993, EMI (qui détient les droits du catalogue I.R.S.) réédite Murmur avec quatre titres bonus :
1. There She Goes Again
2. 9-9 (Live)
3. Gardening at Night (Live)
4. Catapult (Live)

La chanson There She Goes Again apparaît aussi sur Dead Letter Office.

## Artistes
- Bill Berry – batterie, percussions, basse, piano, chant
- Peter Buck – guitare
- Mike Mills – basse, batterie, piano, chant
- Michael Stipe – chant

### Personnel additionnel
- Don Dixon – basse sur Perfect Circle

## Statistiques

### Album
| Année | Classement        | Position               |
| ----- | ----------------- | ---------------------- |
| 1983  | The Billboard 200 | 36 (30 weeks on chart) |

### Single
| Année | Single            | Classement                | Position |
| ----- | ----------------- | ------------------------- | -------- |
| 1983  | Radio Free Europe | Billboard Mainstream Rock | 25       |
| 1983  | Radio Free Europe | Billboard Hot 100         | 78       |

## Certifications
| Organisation | Niveau | Date            |
| ------------ | ------ | --------------- |
| RIAA – U.S.  | Or     | 10 octobre 1991 |

### Sources
- (en) Cet article est partiellement ou en totalité issu de l’article de Wikipédia en anglais intitulé « Murmur (album) » (voir la liste des auteurs).